# Généalogie des Valois

## Branches

### Liste de branches
La Maison capétienne de Valois compte plusieurs branches, certaines ayant des rameaux :
- Branche d'Orléans
  - Rameau d'Angoulême
- Branche d'Anjou
- Branche de Berry
- Branche de Bourgogne
  - Rameau de Brabant
  - Rameau de Nevers
- Branche d'Alençon

### Arbre par branches
| Légende |                |
|         | Rois de France |

|  |  |  |  |  |  | Valois Fondation en 1270    |                             |                             |                             |                             |                             |  |  |  |  |                              |                              |                              |                              |                              |                              |  |  |  |  |                             |                             |                             |                             |                             |                             |  |  |  |  |                             |                             |                             |                             |                             |                             |  |  |  |  |                            |                            |                            |                            |                            |                            |  |  |  |  |  |  |  |  |  |  |  |  |  |  |  |  |  |  |  |  |  |  |
|  |  |  |  |  |  |                             |                             |                             |                             |                             |                             |  |  |  |  |                              |                              |                              |                              |                              |                              |  |  |  |  |                             |                             |                             |                             |                             |                             |  |  |  |  |                             |                             |                             |                             |                             |                             |  |  |  |  |                            |                            |                            |                            |                            |                            |  |  |  |  |  |  |  |  |  |  |  |  |  |  |  |  |  |  |  |  |  |  |
|  |  |  |  |  |  |                             |                             |                             |                             |                             |                             |  |  |  |  |                              |                              |                              |                              |                              |                              |  |  |  |  |                             |                             |                             |                             |                             |                             |  |  |  |  |                             |                             |                             |                             |                             |                             |  |  |  |  |                            |                            |                            |                            |                            |                            |  |  |  |  |  |  |  |  |  |  |  |  |  |  |  |  |  |  |  |  |  |  |
|  |  |  |  |  |  | Valois directs 1293         | Valois directs 1293         | Valois directs 1293         | Valois directs 1293         | Valois directs 1293         | Valois directs 1293         |  |  |  |  | Branche d'Alençon 1297-1525  | Branche d'Alençon 1297-1525  | Branche d'Alençon 1297-1525  | Branche d'Alençon 1297-1525  | Branche d'Alençon 1297-1525  | Branche d'Alençon 1297-1525  |  |  |  |  |                             |                             |                             |                             |                             |                             |  |  |  |  |                             |                             |                             |                             |                             |                             |  |  |  |  |                            |                            |                            |                            |                            |                            |  |  |  |  |  |  |  |  |  |  |  |  |  |  |  |  |  |  |  |  |  |  |
|  |  |  |  |  |  | Valois directs 1293         | Valois directs 1293         | Valois directs 1293         | Valois directs 1293         | Valois directs 1293         | Valois directs 1293         |  |  |  |  | Branche d'Alençon 1297-1525  | Branche d'Alençon 1297-1525  | Branche d'Alençon 1297-1525  | Branche d'Alençon 1297-1525  | Branche d'Alençon 1297-1525  | Branche d'Alençon 1297-1525  |  |  |  |  |                             |                             |                             |                             |                             |                             |  |  |  |  |                             |                             |                             |                             |                             |                             |  |  |  |  |                            |                            |                            |                            |                            |                            |  |  |  |  |  |  |  |  |  |  |  |  |  |  |  |  |  |  |  |  |  |  |
|  |  |  |  |  |  |                             |                             |                             |                             |                             |                             |  |  |  |  |                              |                              |                              |                              |                              |                              |  |  |  |  |                             |                             |                             |                             |                             |                             |  |  |  |  |                             |                             |                             |                             |                             |                             |  |  |  |  |                            |                            |                            |                            |                            |                            |  |  |  |  |  |  |  |  |  |  |  |  |  |  |  |  |  |  |  |  |  |  |
|  |  |  |  |  |  | Valois directs 1338         | Valois directs 1338         | Valois directs 1338         | Valois directs 1338         | Valois directs 1338         | Valois directs 1338         |  |  |  |  | Branche d'Anjou 1339-1481    | Branche d'Anjou 1339-1481    | Branche d'Anjou 1339-1481    | Branche d'Anjou 1339-1481    | Branche d'Anjou 1339-1481    | Branche d'Anjou 1339-1481    |  |  |  |  | Branche de Berry 1340-1416  | Branche de Berry 1340-1416  | Branche de Berry 1340-1416  | Branche de Berry 1340-1416  | Branche de Berry 1340-1416  | Branche de Berry 1340-1416  |  |  |  |  | Branche de Bourgogne 1342   | Branche de Bourgogne 1342   | Branche de Bourgogne 1342   | Branche de Bourgogne 1342   | Branche de Bourgogne 1342   | Branche de Bourgogne 1342   |  |  |  |  |                            |                            |                            |                            |                            |                            |  |  |  |  |  |  |  |  |  |  |  |  |  |  |  |  |  |  |  |  |  |  |
|  |  |  |  |  |  | Valois directs 1338         | Valois directs 1338         | Valois directs 1338         | Valois directs 1338         | Valois directs 1338         | Valois directs 1338         |  |  |  |  | Branche d'Anjou 1339-1481    | Branche d'Anjou 1339-1481    | Branche d'Anjou 1339-1481    | Branche d'Anjou 1339-1481    | Branche d'Anjou 1339-1481    | Branche d'Anjou 1339-1481    |  |  |  |  | Branche de Berry 1340-1416  | Branche de Berry 1340-1416  | Branche de Berry 1340-1416  | Branche de Berry 1340-1416  | Branche de Berry 1340-1416  | Branche de Berry 1340-1416  |  |  |  |  | Branche de Bourgogne 1342   | Branche de Bourgogne 1342   | Branche de Bourgogne 1342   | Branche de Bourgogne 1342   | Branche de Bourgogne 1342   | Branche de Bourgogne 1342   |  |  |  |  |                            |                            |                            |                            |                            |                            |  |  |  |  |  |  |  |  |  |  |  |  |  |  |  |  |  |  |  |  |  |  |
|  |  |  |  |  |  |                             |                             |                             |                             |                             |                             |  |  |  |  |                              |                              |                              |                              |                              |                              |  |  |  |  |                             |                             |                             |                             |                             |                             |  |  |  |  |                             |                             |                             |                             |                             |                             |  |  |  |  |                            |                            |                            |                            |                            |                            |  |  |  |  |  |  |  |  |  |  |  |  |  |  |  |  |  |  |  |  |  |  |
|  |  |  |  |  |  | Valois directs 1368-1498    | Valois directs 1368-1498    | Valois directs 1368-1498    | Valois directs 1368-1498    | Valois directs 1368-1498    | Valois directs 1368-1498    |  |  |  |  | Orléans directs 1372         | Orléans directs 1372         | Orléans directs 1372         | Orléans directs 1372         | Orléans directs 1372         | Orléans directs 1372         |  |  |  |  | Bourgogne directs 1371-1477 | Bourgogne directs 1371-1477 | Bourgogne directs 1371-1477 | Bourgogne directs 1371-1477 | Bourgogne directs 1371-1477 | Bourgogne directs 1371-1477 |  |  |  |  | Rameau de Brabant 1384-1430 | Rameau de Brabant 1384-1430 | Rameau de Brabant 1384-1430 | Rameau de Brabant 1384-1430 | Rameau de Brabant 1384-1430 | Rameau de Brabant 1384-1430 |  |  |  |  | Rameau de Nevers 1389-1491 | Rameau de Nevers 1389-1491 | Rameau de Nevers 1389-1491 | Rameau de Nevers 1389-1491 | Rameau de Nevers 1389-1491 | Rameau de Nevers 1389-1491 |  |  |  |  |  |  |  |  |  |  |  |  |  |  |  |  |  |  |  |  |  |  |
|  |  |  |  |  |  | Valois directs 1368-1498    | Valois directs 1368-1498    | Valois directs 1368-1498    | Valois directs 1368-1498    | Valois directs 1368-1498    | Valois directs 1368-1498    |  |  |  |  | Orléans directs 1372         | Orléans directs 1372         | Orléans directs 1372         | Orléans directs 1372         | Orléans directs 1372         | Orléans directs 1372         |  |  |  |  | Bourgogne directs 1371-1477 | Bourgogne directs 1371-1477 | Bourgogne directs 1371-1477 | Bourgogne directs 1371-1477 | Bourgogne directs 1371-1477 | Bourgogne directs 1371-1477 |  |  |  |  | Rameau de Brabant 1384-1430 | Rameau de Brabant 1384-1430 | Rameau de Brabant 1384-1430 | Rameau de Brabant 1384-1430 | Rameau de Brabant 1384-1430 | Rameau de Brabant 1384-1430 |  |  |  |  | Rameau de Nevers 1389-1491 | Rameau de Nevers 1389-1491 | Rameau de Nevers 1389-1491 | Rameau de Nevers 1389-1491 | Rameau de Nevers 1389-1491 | Rameau de Nevers 1389-1491 |  |  |  |  |  |  |  |  |  |  |  |  |  |  |  |  |  |  |  |  |  |  |
|  |  |  |  |  |  |                             |                             |                             |                             |                             |                             |  |  |  |  |                              |                              |                              |                              |                              |                              |  |  |  |  |                             |                             |                             |                             |                             |                             |  |  |  |  |                             |                             |                             |                             |                             |                             |  |  |  |  |                            |                            |                            |                            |                            |                            |  |  |  |  |  |  |  |  |  |  |  |  |  |  |  |  |  |  |  |  |  |  |
|  |  |  |  |  |  | Branche d'Orléans 1394-1515 | Branche d'Orléans 1394-1515 | Branche d'Orléans 1394-1515 | Branche d'Orléans 1394-1515 | Branche d'Orléans 1394-1515 | Branche d'Orléans 1394-1515 |  |  |  |  | Rameau d'Angoulême 1399-1589 | Rameau d'Angoulême 1399-1589 | Rameau d'Angoulême 1399-1589 | Rameau d'Angoulême 1399-1589 | Rameau d'Angoulême 1399-1589 | Rameau d'Angoulême 1399-1589 |  |  |  |  |                             |                             |                             |                             |                             |                             |  |  |  |  |                             |                             |                             |                             |                             |                             |  |  |  |  |                            |                            |                            |                            |                            |                            |  |  |  |  |  |  |  |  |  |  |  |  |  |  |  |  |  |  |  |  |  |  |

## Tableau des rois
| Valois | | | | |
| Philippe VI de Valois 1293 - 1350 Roi de France 1328-1350 en 1313, marié à Jeanne de Bourgogne (v. 1293-1349) dont : | | | | |
| Jean II le Bon 1319 - 1364 Roi de France 1350-1364 en 1332, marié à Bonne de Luxembourg (1315-1349) dont :           | | | | |
| Charles V 1338 - 1380 Roi de France 1364-1380 en 1364, marié à Jeanne de Bourbon (1338-1378) dont :                  | | | | |
| Charles VI le Fou 1368 - 1422 Roi de France 1380-1422 en 1385, marié à Isabeau de Bavière (1371-1435) dont :         | Louis 1372 - 1407 Duc d'Orléans - Frère du roi Charles VI en 1389, marié à Valentine Visconti (1368-1408) dont : | Louis 1372 - 1407 Duc d'Orléans - Frère du roi Charles VI en 1389, marié à Valentine Visconti (1368-1408) dont : | Louis 1372 - 1407 Duc d'Orléans - Frère du roi Charles VI en 1389, marié à Valentine Visconti (1368-1408) dont : | Louis 1372 - 1407 Duc d'Orléans - Frère du roi Charles VI en 1389, marié à Valentine Visconti (1368-1408) dont : |
| Charles VII le Victorieux 1403 - 1461 Roi de France 1422-1461 en 1422, marié à Marie d'Anjou (1404-1463) dont :      | Charles 1394 - 1465 Duc d'Orléans en 1440, marié à Marie de Clèves (1426-1487) dont :                            | Jean 1404 - 1467 Comte d'Angoulême en 1449, marié à Marguerite de Rohan (1412-1497) dont :                       | Jean 1404 - 1467 Comte d'Angoulême en 1449, marié à Marguerite de Rohan (1412-1497) dont :                       | Jean 1404 - 1467 Comte d'Angoulême en 1449, marié à Marguerite de Rohan (1412-1497) dont :                       |
| Louis XI le Prudent 1423 - 1483 Roi de France 1461-1483 en 1451, marié à Charlotte de Savoie (1441-1483) dont :      | Charles 1394 - 1465 Duc d'Orléans en 1440, marié à Marie de Clèves (1426-1487) dont :                            | Jean 1404 - 1467 Comte d'Angoulême en 1449, marié à Marguerite de Rohan (1412-1497) dont :                       | Jean 1404 - 1467 Comte d'Angoulême en 1449, marié à Marguerite de Rohan (1412-1497) dont :                       | Jean 1404 - 1467 Comte d'Angoulême en 1449, marié à Marguerite de Rohan (1412-1497) dont :                       |
| Charles VIII l'Affable 1470 - 1498 Roi de France 1483-1498 en 1491, marié à Anne de Bretagne (1477-1514)             | Louis XII 1462 - 1515 Roi de France 1498-1515 en 1499, marié à Anne de Bretagne (1477-1514) dont :               | Charles 1459 - 1496 Comte d'Angoulême en 1488, marié à Louise de Savoie (1476-1531) dont :                       | Charles 1459 - 1496 Comte d'Angoulême en 1488, marié à Louise de Savoie (1476-1531) dont :                       | Charles 1459 - 1496 Comte d'Angoulême en 1488, marié à Louise de Savoie (1476-1531) dont :                       |
| | Claude de France 1499 - 1524 Duchesse de Bretagne 1514 - 1524 en 1514, mariée à François Ier                     | François Ier 1494 - 1547 Roi de France 1515-1547 en 1514, marié à Claude de France dont :                        | François Ier 1494 - 1547 Roi de France 1515-1547 en 1514, marié à Claude de France dont :                        | François Ier 1494 - 1547 Roi de France 1515-1547 en 1514, marié à Claude de France dont :                        |
| | Henri II 1519 - 1559 Roi de France 1547-1559 en 1533, marié à Catherine de Médicis (1519-1589) dont :            | | | |
| François II 1544 - 1560 Roi de France 1559-1560 en 1558 marié à Marie Ire d'Écosse (1542-1587)                       | Charles IX 1550 - 1574 Roi de France 1560-1574 en 1570 marié à Élisabeth d'Autriche (1554-1592)                  | Henri III 1551 - 1589 Roi de France 1574-1589 en 1575 marié à Louise de Lorraine-Vaudémont (1553-1601)           | | |

## Généalogie de la famille
```
Philippe III de France

│  (
capétiens directs
)
│
├─>
Philippe IV de France

│  │
│  └─>
Généalogie des Capétiens directs

│
├─>
Charles
, (1270-1325) comte de Valois
│  x 1) 
Marguerite d'Anjou

│  x 2) 
Catherine de Courtenay

│  x 3) 
Mahaut de Châtillon

│  │
│  ├1>
Isabelle
 (1292-1309) 
│  │  x 
Jean III de Bretagne

│  │
│  ├1>
Philippe VI de France
 (1293-1350)
│  │  x 1) 
Jeanne de Bourgogne

│  │  x 2) 
Blanche de Navarre
 
│  │  │
│  │  ├1>Philippa (1315-1316) 
│  │  │
│  │  ├1>Jeanne (1317-1320)
│  │  │
│  │  ├1>
Jean II de France
 (1319-1364)
│  │  │  x 1) 
Bonne de Luxembourg

│  │  │  x 2) 
Jeanne d'Auvergne

│  │  │  │
│  │  │  ├1>Blanche (1336-1336)
│  │  │  │
│  │  │  ├1>
Charles V de France
 (1337-1380)
│  │  │  │  x 
Jeanne de Bourbon
 
│  │  │  │  │
│  │  │  │  ├─>Jeanne (1357-1380)
│  │  │  │  │
│  │  │  │  ├─>Jean (1359-1364) 
│  │  │  │  │
│  │  │  │  ├─>Bonne (1360-1360)
│  │  │  │  │
│  │  │  │  ├─>Jean (1366-1366)
│  │  │  │  │
│  │  │  │  ├─>
Charles VI de France
 (1366-1422)
│  │  │  │  │  x 
Isabeau de Bavière

│  │  │  │  │  │
│  │  │  │  │  ├─>Charles (1386-1386), dauphin
│  │  │  │  │  │
│  │  │  │  │  ├─>Jeanne (1388-1390)
│  │  │  │  │  │
│  │  │  │  │  ├─>
Isabelle
 (1389-1409) 
│  │  │  │  │  │  x 1) 
Richard II d'Angleterre

│  │  │  │  │  │  x 2) 
Charles d'Orléans
 
│  │  │  │  │  │
│  │  │  │  │  ├─>
Jeanne
 (1391-1433) 
│  │  │  │  │  │  x 
Jean V de Bretagne

│  │  │  │  │  │
│  │  │  │  │  ├─>Charles (1392-1401), dauphin
│  │  │  │  │  │
│  │  │  │  │  ├─>Marie (1393-1438) abbesse à Poissy
│  │  │  │  │  │
│  │  │  │  │  ├─>Michelle (1395-1422) 
│  │  │  │  │  │  x 
Philippe III de Bourgogne

│  │  │  │  │  │
│  │  │  │  │  ├─>Louis (1397-1415), dauphin
│  │  │  │  │  │  x Marguerite de Bourgogne
│  │  │  │  │  ├─>
Jean
 (1398-1417), dauphin 
│  │  │  │  │  │  x Jacqueline de Bavière
│  │  │  │  │  ├─>
Catherine
 (1401-1437) 
│  │  │  │  │  │  x 1) 
Henri V d'Angleterre

│  │  │  │  │  │  x 2) Owen Tudor
│  │  │  │  │  ├─>
Charles VII de France
 (1403-1461)
│  │  │  │  │  │  x 
Marie d'Anjou

│  │  │  │  │  │  │
│  │  │  │  │  │  ├─>
Louis XI de France
 (1423-1483)
│  │  │  │  │  │  │  x 1) 
Marguerite d'Écosse

│  │  │  │  │  │  │  x 2) 
Charlotte de Savoie
 
│  │  │  │  │  │  │  │
│  │  │  │  │  │  │  ├─>Joachim (1459-1459)
│  │  │  │  │  │  │  │
│  │  │  │  │  │  │  ├─>Louise (1460-1460)
│  │  │  │  │  │  │  │
│  │  │  │  │  │  │  ├─>
Anne
 (1462-1522)
│  │  │  │  │  │  │  │  x 
Pierre II de Beaujeu, duc de Bourbon

│  │  │  │  │  │  │  │
│  │  │  │  │  │  │  ├─>
Jeanne
 (1464-1505)
│  │  │  │  │  │  │  │  x 
Louis XII de France

│  │  │  │  │  │  │  │
│  │  │  │  │  │  │  ├─>Louis (1467-1467)
│  │  │  │  │  │  │  │
│  │  │  │  │  │  │  ├─>
Charles VIII de France
 (1470-1498)
│  │  │  │  │  │  │  │  x 
Anne de Bretagne
 
│  │  │  │  │  │  │  │  │
│  │  │  │  │  │  │  │  ├─>Charles Orland (1492-1495), dauphin
│  │  │  │  │  │  │  │  │
│  │  │  │  │  │  │  │  ├─>Charles (1496-1496), dauphin
│  │  │  │  │  │  │  │  │
│  │  │  │  │  │  │  │  ├─>Charles (1497-1498), dauphin
│  │  │  │  │  │  │  │  │
│  │  │  │  │  │  │  │  └─>Anne (1498-1498)
│  │  │  │  │  │  │  │
│  │  │  │  │  │  │  └─>François (1473-1474)
│  │  │  │  │  │  │
│  │  │  │  │  │  ├─>Jean (1424-1425) 
│  │  │  │  │  │  │
│  │  │  │  │  │  ├─>Radegonde (1425-1444) 
│  │  │  │  │  │  │
│  │  │  │  │  │  ├─>
Catherine
 (1428-1446) 
│  │  │  │  │  │  │  x 
Charles le Téméraire
 
│  │  │  │  │  │  │
│  │  │  │  │  │  ├─>Jacques (1432-1437) 
│  │  │  │  │  │  │
│  │  │  │  │  │  ├─>
Yolande
 (1434-1478) 
│  │  │  │  │  │  │  x 
Amédée IX de Savoie
 
│  │  │  │  │  │  │
│  │  │  │  │  │  ├─>
Jeanne
 (1435-1482) 
│  │  │  │  │  │  │  x 
Jean II de Bourbon

│  │  │  │  │  │  │
│  │  │  │  │  │  ├─>Philippa (1436-1436) 
│  │  │  │  │  │  │
│  │  │  │  │  │  ├─>Marguerite (1437-1438) 
│  │  │  │  │  │  │
│  │  │  │  │  │  ├─>Marie (1438-1439) 
│  │  │  │  │  │  │
│  │  │  │  │  │  ├─>Jeanne (1438-1446) 
│  │  │  │  │  │  │
│  │  │  │  │  │  ├─>
Madeleine de France
 (1443-1486) 
│  │  │  │  │  │  │  x 
Gaston de Foix
, prince de Viane
│  │  │  │  │  │  │
│  │  │  │  │  │  ├─>
Charles de France
 (1446-1472), duc Berry, de Normandie, puis de Guyenne
│  │  │  │  │  │  │
│  │  │  │  │  │  ├i>Guyotte
│  │  │  │  │  │  │  x Charles du Sillon
│  │  │  │  │  │  │
│  │  │  │  │  │  ├i>Jeanne (+1519) 
│  │  │  │  │  │  │  x Louis, batard de Bourbon, comte de Roussillon (+1487) 
│  │  │  │  │  │  │
│  │  │  │  │  │  ├i>Marie (†1469)
│  │  │  │  │  │  │  x Aymar de Poitiers, seigneur de Saint-Vallier 
│  │  │  │  │  │  │
│  │  │  │  │  │  └i>Isabelle
│  │  │  │  │  │     x Louis de Saint-Priest 
│  │  │  │  │  │
│  │  │  │  │  ├─>Philippe (1407-1407) 
│  │  │  │  │  │
│  │  │  │  │  └i>
Marguerite
 (1407-1458)
│  │  │  │  │     x 
Jean III
, seigneur de Belleville
│  │  │  │  │
│  │  │  │  ├─>Marie (1370-1377)
│  │  │  │  │
│  │  │  │  │   
Branche d'Orléans

│  │  │  │  ├─>
Louis
 (1372-1407), duc d'Orléans
│  │  │  │  │  x 
Valentine Visconti

│  │  │  │  │  │
│  │  │  │  │  ├─>une fille (1390-1390)
│  │  │  │  │  │
│  │  │  │  │  ├─>
Charles
 (1391-1465), duc d'Orléans
│  │  │  │  │  │  x 1) 
Isabelle de France

│  │  │  │  │  │  x 2) 
Bonne d'Armagnac

│  │  │  │  │  │  x 3) 
Marie de Clèves

│  │  │  │  │  │  │
│  │  │  │  │  │  ├1>Jeanne (1409-1432)
│  │  │  │  │  │  │  x 
Jean II d'Alençon

│  │  │  │  │  │  │
│  │  │  │  │  │  ├3>Marie (1457-1493)
│  │  │  │  │  │  │  x Jean de Foix, comte d'Étampes
│  │  │  │  │  │  │
│  │  │  │  │  │  ├3>
Louis XII de France
 (1462-1515)
│  │  │  │  │  │  │  x 1) 
Jeanne de France

│  │  │  │  │  │  │  x 2) 
Anne de Bretagne

│  │  │  │  │  │  │  x 3) 
Marie Tudor

│  │  │  │  │  │  │  │
│  │  │  │  │  │  │  ├2>
Claude
 (1499-1524)
│  │  │  │  │  │  │  │  x 
François 
I
er
 de France

│  │  │  │  │  │  │  │
│  │  │  │  │  │  │  ├2>un fils (1508-1508)
│  │  │  │  │  │  │  │
│  │  │  │  │  │  │  ├2>
Renée
 (1509-1575)
│  │  │  │  │  │  │  │  x 
Hercule II d'Este

│  │  │  │  │  │  │  │
│  │  │  │  │  │  │  └2>un fils (1512-1512)
│  │  │  │  │  │  │
│  │  │  │  │  │  └3>Anne (1464-1491), abbesse de 
Fontevrault

│  │  │  │  │  │
│  │  │  │  │  ├─>un fils (1392-1395)
│  │  │  │  │  │
│  │  │  │  │  ├─>Jean-Philippe (1393-1393)
│  │  │  │  │  │
│  │  │  │  │  ├─>Charles (1394-1395)
│  │  │  │  │  │
│  │  │  │  │  ├─>Philippe (1396-1420), comte de Vertus
│  │  │  │  │  │
│  │  │  │  │  ├─>Louis (1398-1400)
│  │  │  │  │  │
│  │  │  │  │  │   
Rameau d'Angoulême

│  │  │  │  │  ├─>
Jean
 (1400-1467), comte d'Angoulême
│  │  │  │  │  │  x 
Marguerite de Rohan

│  │  │  │  │  │  │
│  │  │  │  │  │  ├─>Louis (1455-1458)
│  │  │  │  │  │  │
│  │  │  │  │  │  ├─>
Charles
 (1459-1496), comte d'Angoulême
│  │  │  │  │  │  │  X 
Louise de Savoie

│  │  │  │  │  │  │  │
│  │  │  │  │  │  │  ├─>
Marguerite
 (1492-1549)
│  │  │  │  │  │  │  │  x 1) 
Charles IV d'Alençon

│  │  │  │  │  │  │  │  x 2) 
Henri II de Navarre

│  │  │  │  │  │  │  │
│  │  │  │  │  │  │  └─>
François 
I
er
 de France
 (1494-1547)
│  │  │  │  │  │  │     x 1) 
Claude de France

│  │  │  │  │  │  │     x 2) 
Éléonore de Habsbourg

│  │  │  │  │  │  │     │
│  │  │  │  │  │  │     ├1>Louise (1515-1518)
│  │  │  │  │  │  │     │
│  │  │  │  │  │  │     ├1>Charlotte (1516-1524)
│  │  │  │  │  │  │     │
│  │  │  │  │  │  │     ├1>François (1518-1536), dauphin
│  │  │  │  │  │  │     │
│  │  │  │  │  │  │     ├1>
Henri II de France
 (1519-1559)
│  │  │  │  │  │  │     │  x 
Catherine de Médicis

│  │  │  │  │  │  │     │  │
│  │  │  │  │  │  │     │  ├─>
François II de France
 (1544-1560)
│  │  │  │  │  │  │     │  │  x 
Marie 
I
re
 d'Écosse

│  │  │  │  │  │  │     │  │
│  │  │  │  │  │  │     │  ├─>Elisabeth (1545-1568)
│  │  │  │  │  │  │     │  │  x 
Philippe II d'Espagne

│  │  │  │  │  │  │     │  │
│  │  │  │  │  │  │     │  ├─>
Claude
 (1547-1575)
│  │  │  │  │  │  │     │  │  x 
Charles III de Lorraine

│  │  │  │  │  │  │     │  │
│  │  │  │  │  │  │     │  ├─>
Louis
 (1549-1550)
│  │  │  │  │  │  │     │  ├─>
Charles IX de France
 (1550-1574)
│  │  │  │  │  │  │     │  │  x 
Élisabeth d'Autriche

│  │  │  │  │  │  │     │  │  │
│  │  │  │  │  │  │     │  │  └─>Marie Elisabeth (1572-1578)
│  │  │  │  │  │  │     │  │
│  │  │  │  │  │  │     │  ├─>
Henri III de France
 (1551-1589)
│  │  │  │  │  │  │     │  │  x 
Louise de Lorraine

│  │  │  │  │  │  │     │  │
│  │  │  │  │  │  │     │  ├─>
Marguerite
 (1553-1615)
│  │  │  │  │  │  │     │  │  x 
Henri IV de France
 
│  │  │  │  │  │  │     │  │
│  │  │  │  │  │  │     │  ├─>
François
 (1555-1584), duc d'Anjou
│  │  │  │  │  │  │     │  │
│  │  │  │  │  │  │     │  ├─>Victoire (1556-1556)
│  │  │  │  │  │  │     │  │
│  │  │  │  │  │  │     │  └─>Jeanne (1556-1556)
│  │  │  │  │  │  │     │
│  │  │  │  │  │  │     ├1>
Madeleine
 (1520-1537)
│  │  │  │  │  │  │     │  x 
Jacques V d'Écosse

│  │  │  │  │  │  │     │
│  │  │  │  │  │  │     ├1>Charles (1522-1545), duc d'Angoulême et d'Orléans
│  │  │  │  │  │  │     │
│  │  │  │  │  │  │     ├1>
Marguerite
 (1523-1574)
│  │  │  │  │  │  │     │  x 
Emmanuel-Philibert de Savoie

│  │  │  │  │  │  │     │
│  │  │  │  │  │  │     └1>Philippe (1524-1525)
│  │  │  │  │  │  │
│  │  │  │  │  │  └─>Jeanne (1462-1520)
│  │  │  │  │  │     x Charles François de Coetivy
│  │  │  │  │  │
│  │  │  │  │  ├─>Marie (1401-1401)
│  │  │  │  │  │
│  │  │  │  │  └─>Marguerite (1406-1466), comtesse de Vertus
│  │  │  │  │     x 
Richard de Bretagne
, comte d'Étampes
│  │  │  │  │
│  │  │  │  ├─>Isabelle (1373-1378) 
│  │  │  │  │
│  │  │  │  └─>Catherine (1378-1388)
│  │  │  │     x Jean de Berry, comte de Montpensier
│  │  │  │
│  │  │  ├1>Catherine (1338-1338)
│  │  │  │
│  │  │  │   
Branche d'Anjou

│  │  │  ├1>
Louis 
I
er
 de Naples
 (1339-1384), duc d'Anjou
│  │  │  │  x 
Marie de Blois

│  │  │  │  │
│  │  │  │  ├─>Marie (1370-)
│  │  │  │  │
│  │  │  │  ├─>
Louis II de Sicile
 (1377-1417), duc d'Anjou
│  │  │  │  │  x 
Yolande d'Aragon

│  │  │  │  │  │
│  │  │  │  │  ├─>
Louis III de Sicile
 (1403-1434), duc d'Anjou
│  │  │  │  │  │  x Marguerite de Savoie
│  │  │  │  │  │
│  │  │  │  │  ├─>
Marie d'Anjou
 (1404-1463)
│  │  │  │  │  │  x 
Charles VII de France

│  │  │  │  │  │
│  │  │  │  │  ├─>
René
 (1409-1480), duc d'Anjou et de Lorraine, roi de Naples
│  │  │  │  │  │  x 1) 
Isabelle de Lorraine

│  │  │  │  │  │  x 2) 
Jeanne de Laval

│  │  │  │  │  │  │
│  │  │  │  │  │  ├1>Isabelle
│  │  │  │  │  │  │
│  │  │  │  │  │  ├1>
Jean II de Lorraine
 (1425-1470), duc de Lorraine
│  │  │  │  │  │  │  x Marie de Bourbon
│  │  │  │  │  │  │  │
│  │  │  │  │  │  │  ├─>Isabelle (1445-1446)
│  │  │  │  │  │  │  │
│  │  │  │  │  │  │  ├─>René (1446-1450)
│  │  │  │  │  │  │  │
│  │  │  │  │  │  │  ├─>Isabelle (1447-1448)
│  │  │  │  │  │  │  │
│  │  │  │  │  │  │  └─>
Nicolas de Lorraine
 (1448-1473), duc de Lorraine
│  │  │  │  │  │  │
│  │  │  │  │  │  ├1>Louis, marquis de Pont-à-Mousson (1427-1445)
│  │  │  │  │  │  │
│  │  │  │  │  │  ├1>Nicolas (1428-1430)
│  │  │  │  │  │  │
│  │  │  │  │  │  ├1>
Yolande
 (1428-1483)
│  │  │  │  │  │  │  x Ferry II, comte de Vaudémont
│  │  │  │  │  │  │
│  │  │  │  │  │  ├1>
Marguerite
 (1429-1482)
│  │  │  │  │  │  │  x 
Henri VI d'Angleterre

│  │  │  │  │  │  │
│  │  │  │  │  │  ├1>Charles (1431-1432)
│  │  │  │  │  │  │
│  │  │  │  │  │  ├1>Louise (1436-1438)
│  │  │  │  │  │  │
│  │  │  │  │  │  └1>Anne (1437-1450)
│  │  │  │  │  │
│  │  │  │  │  ├─>Yolande (1412-1440)
│  │  │  │  │  │  x 
François 
I
er
 de Bretagne

│  │  │  │  │  │
│  │  │  │  │  └─>
Charles IV
 (1414-1472), comte du Maine
│  │  │  │  │     x 1) Cobella Ruffo
│  │  │  │  │     x 2) 
Isabelle de Luxembourg-Saint-Pol

│  │  │  │  │     │
│  │  │  │  │     ├─>
Charles V
 (1436-1481), duc d'Anjou
│  │  │  │  │     │  x Jeanne de Vaudémont
│  │  │  │  │     │
│  │  │  │  │     └─>
Louise
 (1445-1477)
│  │  │  │  │        x 
Jacques d'Armagnac
, comte de Nemours
│  │  │  │  │
│  │  │  │  └─>Charles (1380-1404), prince de Tarente
│  │  │  │
│  │  │  │   
Branche de Berry

│  │  │  ├1>
Jean
 (1340-1416), duc de Berry
│  │  │  │  x 1) 
Jeanne d'Armagnac

│  │  │  │  x 2) 
Jeanne II d'Auvergne

│  │  │  │  │
│  │  │  │  ├─> Charles (1362-1382), comte de Montpensier
│  │  │  │  │
│  │  │  │  ├─> 
Jean
 (1363-1402), comte de Montpensier
│  │  │  │  │   x 1) Catherine de France
│  │  │  │  │   x 2) Anne de Bourbon-Vendôme
│  │  │  │  │
│  │  │  │  ├─> Louis (1364-1384)
│  │  │  │  │
│  │  │  │  ├─> 
Bonne
 (1365-1435) 
│  │  │  │  │   x 1) 
Amédée VII de Savoie
 
│  │  │  │  │   x 2) 
Bernard VII d'Armagnac

│  │  │  │  │
│  │  │  │  └─> 
Marie
 (1367-1434)
│  │  │  │      x 1) 
Louis de Châtillon
 
│  │  │  │      x 2) 
Philippe d'Artois
 
│  │  │  │      x 3) 
Jean 
I
er
 de Bourbon

│  │  │  │
│  │  │  │   
Branche de Bourgogne

│  │  │  ├1>
Philippe II le Hardi
 (1342-1404), duc de Bourgogne
│  │  │  │  x 
Marguerite III de Flandre

│  │  │  │  │
│  │  │  │  ├─>
Jean sans Peur
 (1371-1419), duc de Bourgogne
│  │  │  │  │  x 
Marguerite de Bavière

│  │  │  │  │  │
│  │  │  │  │  ├─>
Marguerite
 (1390-1441)
│  │  │  │  │  │  x 1) Louis de France, dauphin
│  │  │  │  │  │  x 2) 
Arthur III de Bretagne

│  │  │  │  │  │
│  │  │  │  │  ├─>Catherine (1391-1414)
│  │  │  │  │  │
│  │  │  │  │  ├─>Marie (1393-1463)
│  │  │  │  │  │  x 
Adolphe 
I
er
 de Clèves
 
│  │  │  │  │  │
│  │  │  │  │  ├─>Isabelle (+ 1412)
│  │  │  │  │  │  x Olivier de Blois-Châtillon, comte de Penthièvre
│  │  │  │  │  │
│  │  │  │  │  ├─>
Philippe III le Bon
 (1396-1467), duc de Bourgogne
│  │  │  │  │  │  x 1) Michelle de France
│  │  │  │  │  │  x 2) Bonne d'Artois
│  │  │  │  │  │  x 3) Isabelle du Portugal
│  │  │  │  │  │  │
│  │  │  │  │  │  ├3>Antoine (1430-1432)
│  │  │  │  │  │  │
│  │  │  │  │  │  ├3>Joseph (1432-1433)
│  │  │  │  │  │  │
│  │  │  │  │  │  └3>
Charles le Téméraire
 (1433-1477), duc de Bourgogne
│  │  │  │  │  │     x 1) Catherine de Valois
│  │  │  │  │  │     x 2) Isabelle de Bourbon
│  │  │  │  │  │     x 3) Marguerite d'York
│  │  │  │  │  │     │
│  │  │  │  │  │     └2>
Marie de Bourgogne
 (1457-1482)
│  │  │  │  │  │        x 
Maximilien de Habsbourg

│  │  │  │  │  │
│  │  │  │  │  ├─>Jeanne (1399-1402)
│  │  │  │  │  │
│  │  │  │  │  ├─>Anne (1400-1432)
│  │  │  │  │  │  x Jean, duc de Bedford
│  │  │  │  │  │
│  │  │  │  │  └─>
Agnès
 (1407-1476)
│  │  │  │  │     x 
Charles 
I
er
 de Bourbon

│  │  │  │  │
│  │  │  │  ├─>
Marguerite
 (1374-1441)
│  │  │  │  │  x 
Guillaume IV de Hainaut

│  │  │  │  │
│  │  │  │  ├─>Catherine (1378-1425)
│  │  │  │  │  x 
Léopold IV d'Autriche

│  │  │  │  │
│  │  │  │  ├─>Bonne (1379-1379)
│  │  │  │  │
│  │  │  │  │   
Rameau de Brabant

│  │  │  │  ├─>
Antoine
 (1384-1415), duc de Brabant et de Limbourg
│  │  │  │  │  x 1) Jeanne de Saint-Pol
│  │  │  │  │  x 2) 
Élisabeth de Goerlitz

│  │  │  │  │  │
│  │  │  │  │  ├─>
Jean IV
 (1403-1427), duc de Brabant et de Limbourg
│  │  │  │  │  │  x 
Jacqueline de Bavière

│  │  │  │  │  │
│  │  │  │  │  ├─>
Philippe
 (1404-1430), duc de Brabant et de Limbourg
│  │  │  │  │  │  │
│  │  │  │  │  │  ├i>Antoine (+1498)
│  │  │  │  │  │  │
│  │  │  │  │  │  ├i>Philippe (+1465)
│  │  │  │  │  │  │
│  │  │  │  │  │  ├i>Jean (+ 1495) évêque de Soissons
│  │  │  │  │  │  │  │
│  │  │  │  │  │  │  └i>Jean
│  │  │  │  │  │  │
│  │  │  │  │  │  ├i>Guillaume
│  │  │  │  │  │  │
│  │  │  │  │  │  └i>Isabelle
│  │  │  │  │  │      x Philippe de Vieville
│  │  │  │  │  │
│  │  │  │  │  ├─>Guillaume (1410-1410)
│  │  │  │  │  │
│  │  │  │  │  └─> un enfant (1412-1412)
│  │  │  │  │
│  │  │  │  ├─>
Marie
 (1386-1422)
│  │  │  │  │  x 
Amédée VIII de Savoie

│  │  │  │  │
│  │  │  │  │   
Rameau de Nevers

│  │  │  │  └─>
Philippe
 (1389-1415), comte de Nevers et de Rethel
│  │  │  │     x 1) Isabelle de Soissons
│  │  │  │     x 2) 
Bonne d'Artois

│  │  │  │     │
│  │  │  │     ├1>Philippe (1410-1415)
│  │  │  │     │
│  │  │  │     ├1>Marguerite (1411-1412)
│  │  │  │     │
│  │  │  │     ├2>
Charles 
I
er
 (1414-1464), comte de Nevers et de Rethel
│  │  │  │     │  x Marie d'Albret
│  │  │  │     │
│  │  │  │     └2>
Jean
 (1415-1491), comte de Nevers, de Rethel et d'Eu
│  │  │  │        x 1) 
Jacqueline d'Ailly

│  │  │  │        x 2) 
Paule de Brosse

│  │  │  │        x 3) Françoise d'Albret
│  │  │  │        │
│  │  │  │        ├1>
Élisabeth
 (1439-1483), héritière de Nevers
│  │  │  │        │  x 
Jean 
I
er
 de Clèves

│  │  │  │        │
│  │  │  │        ├1>Philippe (1446-1452)
│  │  │  │        │
│  │  │  │        ├2>
Charlotte
 (1472-1500), comtesse de Rethel
│  │  │  │        │
│  │  │  │        ├i>Jean, moine
│  │  │  │        │
│  │  │  │        └i>Gérard
│  │  │  │
│  │  │  ├1>
Jeanne
 (1343-1373)
│  │  │  │  x 
Charles II de Navarre
 
│  │  │  │
│  │  │  ├1>
Marie
 (1344-1404) 
│  │  │  │  x 
Robert 
I
er
, duc de Bar
│  │  │  │
│  │  │  ├1>Agnès de Valois (1345-1349) 
│  │  │  │
│  │  │  ├1>Marguerite (1347-1352) 
│  │  │  │
│  │  │  ├1>
Isabelle
 (1348-1372) 
│  │  │  │  x 
Jean-Galéas Visconti
 (1351-1402), 
duc de Milan

│  │  │  │
│  │  │  ├1>Blanche (1350-1350) 
│  │  │  │
│  │  │  ├1>Catherine (1352-1352)
│  │  │  │
│  │  │  └1>un fils (1354-1354) 
│  │  │
│  │  ├1>Marie (1326-1333)
│  │  │
│  │  ├1>Louis (1328-1328)
│  │  │
│  │  ├1>Louis (1330-1330) 
│  │  │
│  │  ├1>Jean (1332-1333) 
│  │  │
│  │  ├1>
Philippe
 (1336-1375), duc d'Orléans
│  │  │  x 
Blanche de France

│  │  │  │
│  │  │  └i>
Louis d'Orléans
, évêque de Poitiers et de Beauvais (+ 1397) 
│  │  │
│  │  └2>
Jeanne
 (1351-1371) 
│  │
│  ├1>
Jeanne
 (1294-1342)
│  │  x 
Guillaume 
I
er
 de Hainaut
 
│  │
│  ├1>
Marguerite
 (1295-1342) 
│  │  x 
Guy de Châtillon
, comte de Blois
│  │
│  │   
Branche d'Alençon

│  ├1>
Charles II
 (1297-1346), comte d'Alençon
│  │  x 1) 
Jeanne de Joigny

│  │  x 2) 
Marie de la Cerda

│  │  │
│  │  ├2>
Charles III
 (1337-1375), comte d'Alençon
│  │  │
│  │  ├2>Philippe (1338-1397), évêque de Beauvais
│  │  │
│  │  ├2>
Pierre II
 (1340-1404), comte d'Alençon
│  │  │  x Marie de Beaumont au Maine
│  │  │  │
│  │  │  ├─>Marie (1373-1417) 
│  │  │  │  x 
Jean VII d'Harcourt

│  │  │  │
│  │  │  ├─>Pierre (1374-1375) 
│  │  │  │
│  │  │  ├─>Jean (1375-1376) 
│  │  │  │
│  │  │  ├─>Marie (1377-1377) 
│  │  │  │
│  │  │  ├─>Jeanne (1378-1403) 
│  │  │  │
│  │  │  ├─>Catherine (1380-1462) 
│  │  │  │  x 1) Pierre d'Évreux
│  │  │  │  x 2) Louis VII de Bavière
│  │  │  │
│  │  │  ├─>Marguerite (1380-1462), nonne à Argentan
│  │  │  │
│  │  │  ├─>
Jean 
I
er
 (1385-1415), comte d'Alençon
│  │  │  │  x Marie de Bretagne
│  │  │  │  │
│  │  │  │  ├─>Pierre (1407-1408) 
│  │  │  │  │
│  │  │  │  ├─>
Jean II
 (1409-1476), comte d'Alençon
│  │  │  │  │  x 1) Jeanne d'Orléans
│  │  │  │  │  x 2) Marie d'Armagnac
│  │  │  │  │  │
│  │  │  │  │  ├2>Catherine (1452-1505)
│  │  │  │  │  │  x 
Guy XIV de Laval

│  │  │  │  │  │
│  │  │  │  │  ├2>
René
 (1454-1492), comte d'Alençon
│  │  │  │  │  │  x 1) Marguerite d'Harcourt
│  │  │  │  │  │  x 2) Marguerite de Lorraine
│  │  │  │  │  │  │
│  │  │  │  │  │  ├─>
Charles IV
 (1489-1525), comte d'Alençon
│  │  │  │  │  │  │  x Marguerite d'Angoulême
│  │  │  │  │  │  │
│  │  │  │  │  │  ├─>
Françoise d'Alençon
 (1490-1550)
│  │  │  │  │  │  │  x 
Charles IV de Bourbon
, duc de Bourbon et de Vendôme
│  │  │  │  │  │  │
│  │  │  │  │  │  ├─>Anne (1492-1562)
│  │  │  │  │  │  │  x 
Guillaume IX de Montferrat

│  │  │  │  │  │  │
│  │  │  │  │  │  ├i>Charles (+1524)
│  │  │  │  │  │  │   x Renée de Beauvoisin
│  │  │  │  │  │  │
│  │  │  │  │  │  ├i>Marguerite 
│  │  │  │  │  │  │  x 1) Jacques de Boisguyon
│  │  │  │  │  │  │  x 2) Henri de Bournel
│  │  │  │  │  │  │
│  │  │  │  │  │  └i>Jacqueline
│  │  │  │  │  │     x Gilles des Ormes
│  │  │  │  │  │
│  │  │  │  │  ├i>Jean
│  │  │  │  │  │
│  │  │  │  │  ├i>Robert
│  │  │  │  │  │
│  │  │  │  │  ├i>Jeanne 
│  │  │  │  │  │   x Guy de Maulmont
│  │  │  │  │  │
│  │  │  │  │  └i>Madeleine
│  │  │  │  │      x Henri de Breuil
│  │  │  │  │
│  │  │  │  ├─> Marie (1410-1412)
│  │  │  │  │
│  │  │  │  ├─> Jeanne (1412-1420)
│  │  │  │  │
│  │  │  │  ├─> Charlotte (1413-1435)
│  │  │  │  │
│  │  │  │  ├i> Pierre (+1424) batard d'Alençon 
│  │  │  │
│  │  │  └i>Pierre, bâtard d'Alençon
│  │  │
│  │  ├2>Isabelle (1342-1379), nonne à Poissy
│  │  │
│  │  └2>Robert (1344-1377), comte du Perche
│  │     x Jeanne de Rohan
│  │     │
│  │     └─> Charles (1375-?)
│  │
│  ├1>Catherine (1299-1300)
│  │
│  ├2>Jean (1302-1308)
│  │
│  ├2>
Catherine
 (1303-1346), impératrice titulaire de Constantinople
│  │  x 
Philippe 
I
er
 de Tarente

│  │
│  ├2>
Jeanne
 (1304-1363)
│  │  x 
Robert III d'Artois

│  │
│  ├2>Isabelle (1306-1349), abbesse de 
Fontevrault

│  │
│  ├3>Marie (1309-1328) 
│  │  x 
Charles de Calabre

│  │
│  ├3>
Isabelle
 (1313-1383) 
│  │  x 
Pierre 
I
er
 de Bourbon
 
│  │
│  ├3>Blanche (1317-1348)
│  │  x 
Charles IV
, empereur germanique
│  │
│  └3>Louis (1318-1328), comte de Chartres
│ 
└─>
Louis
, comte d'Évreux
   │
   └─>
maison capétienne d'Evreux-Navarre
```